# Waterzoekpasta
Waterzoekpasta is een pasta die men kan gebruiken om visueel de aanwezigheid van en, in voorkomend geval, de dikte van een waterlaag op te sporen in olie- of brandstoftanks. Water mengt zich niet met lichte minerale oliën zoals benzine of stookolie, maar zinkt naar de bodem en kan daar aanleiding geven tot corrosie-schade.
Dergelijke pasta bevat een kleurstof, die van kleur verandert als ze in contact komt met water. Om het water op te sporen moet men de pasta uitsmeren op het uiteinde van een peilstok of meetlint, en deze dan tot onderaan in de tank steken. Het deel dat in het water komt zal binnen enkele seconden van kleur veranderen, zodat men snel kan zien of en hoeveel water er in de tank is.
Als kleurstof wordt bijvoorbeeld fenolftaleïne of o-cresolftaleïne gebruikt, dit zijn wateroplosbare poeders die bij een pH tussen ca. 7 en 11 van kleur veranderen. Ze worden gemengd met een basisch poeder dat goed oplosbaar is in water, waardoor het de kleurverandering zal stimuleren. Hiervoor wordt onder andere calciumoxide gebruikt, gedispergeerd in een waterabsorberende vloeistof zoals tripropyleenglycol. Verder bestaat de pasta uit bindmiddel (op basis van silica) en eventueel nog andere hulpstoffen zoals kleefstoffen of stabilisatoren om de houdbaarheid van de pasta te verhogen en te vermijden dat hij vóór gebruik al verkleurt door contact met luchtvochtigheid.
Waterzoekpasta's worden onder andere geproduceerd door de Nederlandse firma VecomChemicals onder de naam Water Finder Special en de Amerikaanse firma Kolor Kut onder de naam Kolor Kut Water Finding Paste.